# Alex Mineiro
Alex Mineiro (sinh ngày 15 tháng 3 năm 1975) là một cầu thủ bóng đá người Brasil.

## Sự nghiệp câu lạc bộ
Alex Mineiro đã từng chơi cho Kashima Antlers.

## Thống kê câu lạc bộ

### J.League
| Đội             | Năm       | J.League | J.League | J.League Cup | J.League Cup | Tổng cộng | Tổng cộng |
| Đội             | Năm       | Trận     | Bàn      | Trận         | Bàn          | Trận      | Bàn       |
| --------------- | --------- | -------- | -------- | ------------ | ------------ | --------- | --------- |
| Kashima Antlers | 2005      | 27       | 15       | 3            | 1            | 30        | 16        |
| Kashima Antlers | 2006      | 31       | 10       | 9            | 5            | 40        | 15        |
| Tổng cộng       | Tổng cộng | 58       | 25       | 12           | 6            | 70        | 31        |